# Traffic
Traffic fue un grupo de rock procedente de Birmingham, Inglaterra.

## Trayectoria musical
El grupo se formó a fines de los 60 y estuvo dirigido por Steve Winwood, con Jim Capaldi (1944 - 2005), Chris Wood (1944 - 1983) y Dave Mason (n. 1946). Winwood se unió a la banda después de dejar de lado al grupo con el que tocaba hasta entonces: The Spencer Davis Group.
Los cuatro componentes del grupo se encontraron en ocasiones de jam-sessions en varios locales, y en un local en concreto llamado The Elbow Room, en Aston, Birmingham. Mason y Capaldi estaban ansiosos por formar un grupo y Winwood se unió junto con Chris Wood, así que se instalaron en un cottage en Aston Tirrold, Berkshire, para practicar.
El debut de Traffic se produjo en 1967, con el sencillo Paper Sun en Reino Unido. Hole in My Shoe fue su segundo sencillo, que fue un gran éxito. La banda debutó con el disco Mr. Fantasy, el cual gozó de una buena acogida en Reino Unido. 
Luego se grabó el segundo álbum de la banda, con el nombre de Traffic, publicado en 1968, que incluía la versión original de Feelin' Allright de Mason.
La banda empezó a ir de gira por Estados Unidos en 1968, lo que supuso la publicación al año siguiente de su tercer álbum Last Exit, en el que una gran parte del disco está grabado en directo. Durante la gira, Mason decidió quedarse en Estados Unidos y salir de la banda, por lo que Winwood anunció su disolución. A su regreso a Inglaterra, formó Blind Faith, con Eric Clapton, Ginger Baker, y Ric Grech (1946 - 1990), conjunto que duró sólo un año.
Los demás miembros comenzaron un proyecto con Mick Weaver, más conocido como Wooden Frog, que se limitó a actuaciones sin ninguna grabación. Después de la ruptura de Blind Faith en 1969, Winwood comenzó su etapa como solista, y grabó un álbum que antes de salir a la venta, por las concretas intervenciones de Capaldi y Wood, se publicó a nombre de Traffic: John Barleycorn Must Die, su álbum de más éxito hasta la actualidad.

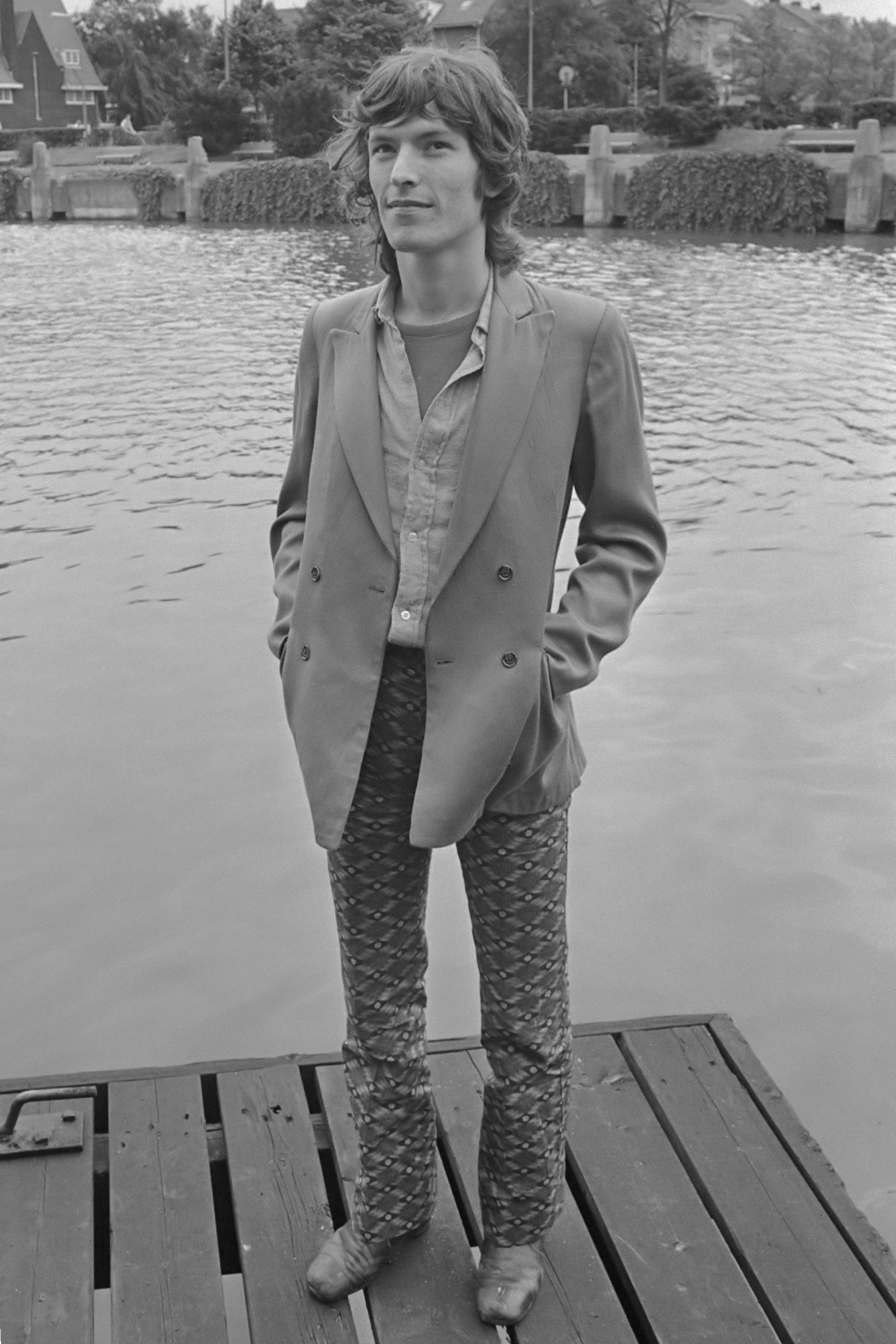
Steve Winwood en 1970.

Traffic se extendió y se amplió como banda en 1971 añadiendo a Ric Grech como bajista, Jim Gordon del grupo Derek and the Dominos al frente de la batería, y Rebop Kwaku Baah a las percusiones. Durante una gira en Inglaterra se unió temporalmente el mismo Dave Mason y de esta experiencia se sacó el álbum en directo Welcome to the Canteen, que también incluía una versión de la más famosa canción de Spencer Davis Group, Gimme Some Lovin. 
El mismo conjunto, sin Dave Mason, luego grabó The Low Spark of High Heeled Boys, que pronto se convirtió en un gran éxito en Estados Unidos. A partir de entonces, Capaldi empezó su carrera en solitario y Grech y Gordon dejaron la banda, y después de la larga recuperación de peritonitis de Winwood, se publicó el sexto disco de estudio de Traffic, Shoot Out at the Fantasy Factory, siendo otro gran éxito. Grabado en 1973 con dos miembros americanos de larga experiencia, el baterista Roger Hawkins y el bajista David Hood.
Para la grabación de When the Eagle Flies, publicado en 1974, Capaldi se puso de nuevo a la batería, instrumento que había dejado a partir del 1971 para centrarse más en la composición y el arreglo, además de involucrarse en la voz y en las percusiones. El nuevo bajista fue el excelente jamaicano Rosko Gee.
Después de la disolución de Traffic, United Artists sacó dos recopilatorios, de los cuales sólo tomaron canciones de la primera parte de su repertorio.
Capaldi y Winwood se juntaron bajo el nombre de Traffic en 1994, cuando publicaron Far From Home (Wood había muerto en 1983). Después de juntarse, Capaldi y Winwood hicieron una gira con motivo de la publicación de dicho álbum.

## Discografía

### Álbumes
- Mr. Fantasy. Island (diciembre 1967) - POP #88; UK #8.
- Traffic. Island (octubre 1968) - POP #17; UK #9.
- Last Exit (lado 2 en vivo en el Fillmore West). Island (mayo 1969) - POP #19.
- John Barleycorn Must Die. Island (julio 1970) - POP #11; UK #5.
- Welcome To The Canteen (en vivo en Croydon y Londres). Island (septiembre 1971) - POP #26.
- The Low Spark of High Heeled Boys. Island (noviembre 1971) - POP #7.
- Shoot Out At The Fantasy Factory. Island (febrero 1973) - POP #6.
- On The Road (en vivo). Island (octubre 1973) - POP #29; UK #40.
- When the Eagle Flies. Island (septiembre de 1974) - POP #9; UK #31.
- Far From Home. Virgin (mayo de 1994) - POP #33; UK #29.
- The Last Great Traffic Jam (en vivo 2xcd). Epic (noviembre de 2005).

### Sencillos
- Paper Sun / Giving To You. Island y Fontana (mayo 1967) - POP #94; UK #5.
- Hole In My Shoe / Smiling Phases. Island y Fontana (agosto 1967) - UK #2.
- Here We Go Round The Mulberry Bush / Coloured Rain. Island (noviembre 1967) - UK #8.
- No Face, No Name, No Number / (Roamin' Through The Gloamin' With) 40.000 Headmen. Island (febrero 1968) - UK #40.
- No Face, No Name, No Number / Heaven Is In Your Mind. United Artists (febrero 1968).
- Feelin' Alright? / Withering Tree. Island (septiembre 1968) - POP #123.
- Medicated Goo / Shanghai Noodle Factory. Island (diciembre 1968).
- Medicated Goo / Pearly Queen. United Artists (enero 1969).
- Empty Pages / Stranger To Himself. United Artists (agosto 1970) - POP #74.
- Gimme Some Lovin', Part 1 (en vivo) / Gimme Some Lovin', Part 2 (en vivo). United Artists (octubre 1971) - POP #68.
- Rock And Roll Stew, Part 1 / Rock And Roll Stew, Part 2. Island (enero de 1972) - POP #93.
- Walking In The Wind / Walking In The Wind (instrumental)". Island (octubre de 1974).
- Here Comes A Man (en vivo) / Glad (en vivo). Virgin (mayo de 1994) - ROK #10.
- Some Kinda Woman (en vivo) / 40.000 Headmen (en vivo). Virgin (septiembre de 1994).

### Recopilatorios
- Best of Traffic. Island (octubre 1969) - POP #48.
- Heavy Traffic. United Artists (abril 1975) - POP #155.
- More Heavy Traffic. United Artists (septiembre 1975) - POP #193.
- Smiling Phases. Island (noviembre 1991).
- Heaven Is In Your Mind. Island (noviembre 1998).
- 20th Century Masters - The Millennium Collection: The Best of Traffic. Island (mayo 2003).
- Traffic Gold. Island (julio 2005).